# 全国酪農業協同組合連合会
全国酪農業協同組合連合会（ぜんこくらくのうぎょうきょうどうくみあいれんごうかい）は、全国の酪農業協同組合の連合組織。本部は、東京都渋谷区にある。略称は全酪連･全酪。

## 沿革
- 1949年（昭和24年）10月 - 創立総会[1]。
- 1950年（昭和25年）
  - 2月 - 全国酪農販売農業協同組合連合会として設立認可[1]。
  - 9月 - 全国酪農販売農業協同組合連合会として登記完了（略称は全酪販連）[1]。
- 1954年（昭和29年）8月 - 全国酪農業協同組合連合会（全酪連）と改称[1]。
- 1996年（平成8年） -       不正表示事件発覚。
- 2014年（平成26年） - 鹿島飼料工場を全国酪農飼料株式会社に移管[1]。
- 2019年（平成31年）2月 - 本所を港区から渋谷区に移転。

## 全酪連グループ
飼料製造会社、乳製品等販売会社、貿易会社、その他の関連会社で全酪連グループを組織している。
- 石巻飼料株式会社（飼料製造）[2]
- 株式会社日本ミルクリプレイサー（飼料製造）[2]
- 全国酪農飼料株式会社（飼料製造）[2]
- 全酪フーズ株式会社（乳製品等販売）[2]
- 株式会社ゼン・トレーディング（貿易会社）[2]
- 株式会社十勝清水すくすくライフ[2]
- シャインコースト株式会社[2]
- 株式会社デイライン[2]
- 榛名直販株式会社[2]
- 株式会社全日本農協畜産公社[2]
- 山陽乳業株式会社[2]
- 西日本飼料株式会社[2]

## 酪農技術研究所
福島県矢吹町に酪農技術研究所を設置しており、2026年（令和8年）に研究部門を浪江町に移設することになった。